# Ștefan Somodi
Ștefan Somodi (cunoscut și sub numele de István Somodi; n. 22 august 1885, Cluj, Austro-Ungaria – d. 8 iunie 1963, Cluj, România) a fost un atlet maghiar, care a concurat în principal în probele de săritură în înălțime.
El a fost laureat cu medalia de argint la Olimpiada de la Londra 1908, unde a concurat pentru Ungaria, Transilvania fiind în acel moment parte a Imperiului Austro-Ungar.

## Biografie
Studiile le-a făcut la Colegiul reformat din Cluj și aici a avut și primul contact cu atletismul si patinajul. La concursul Asociației Clujene de Patinaj (Kolozsvári Korcsolyázó Egylet) din 29 ianuarie 1899 a câștigat premiul pentru categoria copii. În primăvara anului 1903 a participat la concursul regional din Debrețin, unde a obținut medalia de aur la săritura în lungime. În același an, pe data de 13 iunie căștigă și concursul elevilor reformați la probele de alergare, săritură în lungime (cu 602 cm) și săritură în înălțime (cu 172 cm). La vârsta de numai 20 de ani a câștigat campionatul Ungariei la săritură în lungime sub culorile asociației BEAC (Budapesti Egyetemi Atlétikai Club = Clubul Atletic Universitar Budapesta).
La 21 iulie 1908 obține locul doi la olimpiada din Londra cu o săritură de 188 cm și în același an a câștigat campionatul Ungariei cu 184 cm, de data aceasta ca membru al clubului clujean KEAC (Kolozsvári Egyetemi Athlétikai Club).
După absolvirea Facultății de Drept a Universității Franz Joseph din Cluj și obținerea titlului de doctor iuris a fost procurorul orașului Cluj, iar după cariera sportivă activă a fost un conducător al vieții atletice clujene. La începutul anilor 1930 a fost distins de catre regele Carol al II-lea pentru activitatea sa pedagogică și pentru rezultatele elevilor săi.
După venirea comuniștilor la putere a fost scos complet din viața publică, fiind considerat „dușman al poporului”.
I s-a retras pensia, dreptul de a pregăti sportivi sau de a lucra ca avocat, și chiar dreptul de a se apropia de stadionul construit de autorități în cinstea triumfului său.

Ștefan Somodi concurând la o competiţie atletică din Cluj.

## Palmares
| An   | Competiție           | Locație                | Loc | Eveniment         | Note  |
| ---- | -------------------- | ---------------------- | --- | ----------------- | ----- |
| 1906 | Jocurile Intercalate | Atena, Grecia          | LN  | înălțime          | RN    |
| 1906 | Jocurile Intercalate | Atena, Grecia          | 8   | lungime           | 6,045 |
| 1906 | Jocurile Intercalate | Atena, Grecia          | 6   | lungime de pe loc | 2,860 |
| 1908 | Jocurile Olimpice    | Londra, Marea Britanie | 2   | înălțime          | 1,88  |